# 红色槭
红色槭（学名：Acer rubescens）为槭树科槭属下的一个种。

## 扩展阅读
- 維基物種上的相關：红色槭